# XII arrondissement di Parigi
Il XII arrondissement di Parigi si trova al limite est della città, sulla rive droite, e comprende il Bois de Vincennes. Confina coi comuni di Charenton-le-Pont e Saint-Mandé.

## Storia
In questo arrondissement sono state ritrovate e restaurate le più antiche rovine che testimoniano la presenza umana nel territorio parigino. Gli scavi compiuti nel quartiere di Bercy hanno permesso la scoperta di vestigia di un villaggio databile tra il IV ed il III millennio a.C., fondato sulla riva sinistra dell'antico corso della Senna. Nello scavo sono stati ritrovati dei reperti eccezionali: piroghe in legno, vasellame, archi e frecce, utensili in osso e pietra.
A livello amministrativo il XII arrondissement fu creato nel 1860, a seguito dell'estensione della città di Parigi con l'annessione dei comuni vicini. Sono stati raggruppati:
- una parte dell'antico VIII arrondissement
- l'antico comune di Bercy
- una parte del comune di Saint-Mandé (gli attuali quartieri di Bel-Air e di Picpus)

Tra la gare de Lyon e l'avenue Daumesnil, si trova una targa commemorativa:

«Dal 1916 al 1918, centoquarantamila lavoratori cinesi parteciparono in Francia allo sforzo bellico degli Alleati e persero diverse migliaia di uomini. Dopo la vittoria, 3000 di loro si trasferirono definitivamente in questo Paese e diedero vita, intorno alla Gare de Lyon, alla prima comunità cinese. Novembre 1988»

## Dati
| Anno                        | Abitanti | Densità di popolazione (ab./km2) |
| --------------------------- | -------- | -------------------------------- |
| 1962 (picco di popolazione) | 161 574  | 25 337                           |
| 1968                        | 155 982  | 24 460                           |
| 1975                        | 140 900  | 22 095                           |
| 1982                        | 138 015  | 21 643                           |
| 1990                        | 130 257  | 20 426                           |
| 1999                        | 136 591  | 21 419                           |
| 2006                        | 141 519  | 22 216                           |
| 2009                        | 143 128  | 22 469                           |
| 2011                        | 144 402  | 22 669                           |
| 2017                        | 141 287  | 22 180                           |

## Luoghi d'interesse
Il XII arrondissement principalmente residenziale e periferico per la maggior parte della sua storia, presenta pochi monumenti degni di nota, quasi tutti sono recenti. Possiamo ricordare:
- il bacino dell'Arsenale, porto turistico di Parigi
- la Cinémathèque française all'interno dell'ex-American Center, opera di Frank Gehry
- la gare de Lyon
- il municipio del XII arrondissement
- il Ministero dell'Economia
- l'Opéra Bastille realizzata dall'architetto Carlos Ott
- Il Palazzo dello Sport di Parigi-Bercy
- il Palais de la Porte Dorée, opera di Albert Laprade
- Le Train Bleu, ristorante sito nella Gare de Lyon

## Spazi verdi
- Bois de Vincennes
- Promenade plantée
- Giardino dell'Arsenale
- Parco di Bercy

### Cimiteri
- cimitero di Bercy
- cimitero di Picpus

## Strade principali

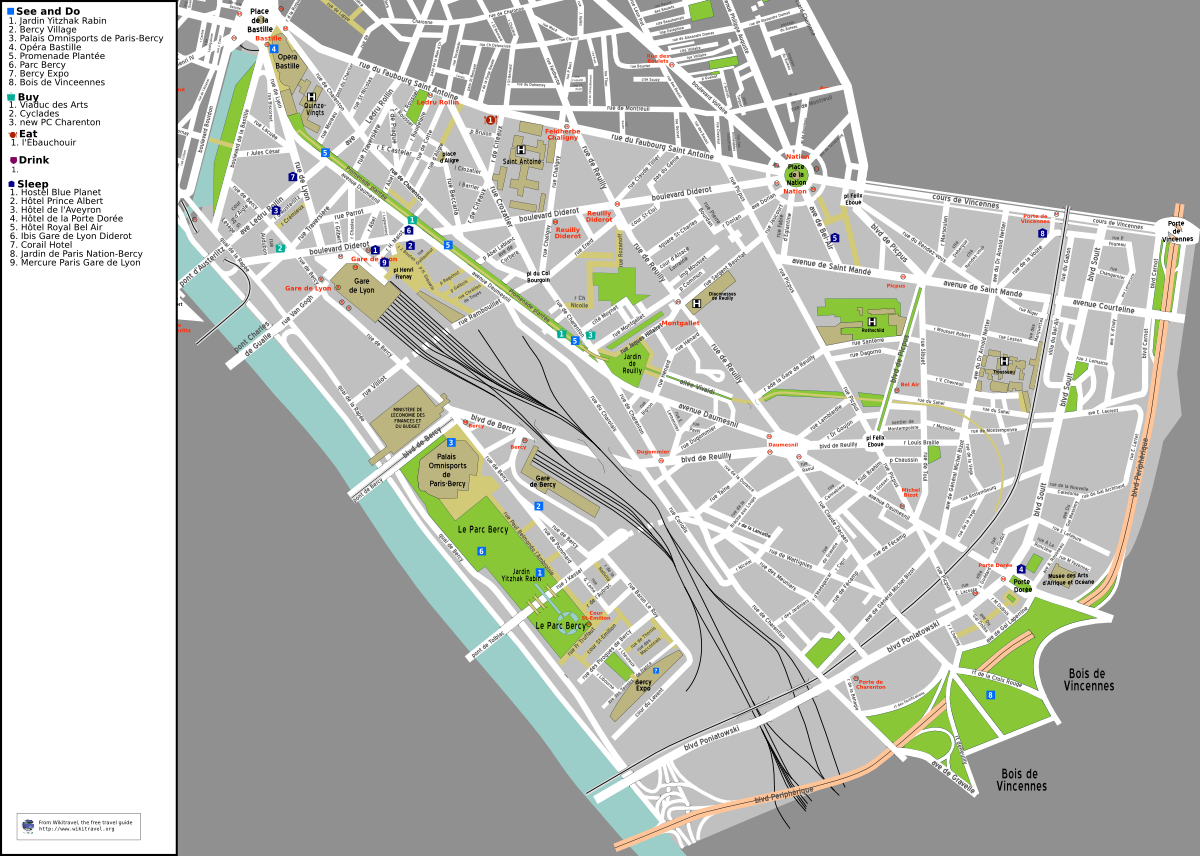
Mappa dell'arrondissement

Partendo dall'angolo di nord-ovest e girando in senso orario, il XII arrondissement è delimitato da:
- la Place de la Bastille
- la Place de la Nation
- la rue du Faubourg Saint-Antoine
- l'avenue du Trône
- le cours de Vincennes
- il boulevard de la Guyane
- il Boulevard périphérique
- il quai de Bercy
- il quai de la Rapée
- il boulevard de la Bastille.

## Quartieri
- Bel-Air
- Picpus
- Bercy
- Quinze-Vingts